# Phaonia savonoskii
Phaonia savonoskii este o specie de muște din genul Phaonia, familia Muscidae, descrisă de Malloch în anul 1923. Conform Catalogue of Life specia Phaonia savonoskii nu are subspecii cunoscute.